# Gwyneth Van Anden Walker
Gwyneth Van Anden Walker (New York, 22 maart 1947) is een Amerikaans componiste en muziekpedagoge.

## Levensloop
Van Anden Walker groeide op in New Canaan als telg van een quakersgezin. Al op vroege leeftijd begon zij met het componeren. Zij studeerde compositie aan de Brown-universiteit in Providence en behaalde haar Bachelor of Arts alsook haar Master of Music. Verder studeerde zij bij Arnold Franchetti aan de Hartt School of Music in Hartford.
Als docente werkte zij zowel aan de Hartt School of Music als aan het Oberlin Conservatory of Music in Oberlin rond 14 jaar.
Vervolgens werd zij freelance componiste. In verschillende van haar composities poogt zij elementen vanuit het alledaagse leven te verwerken, bijvoorbeeld het melken van de koeien op de boerderij, atletiek, een tennis speel enzovoort. In 2000 werd zij bekroond met de Vermont Arts Council's Lifetime Achievement Award.

## Composities

### Werken voor orkest
- 1980 Fanfare, Interlude and Finale, voor orkest
- 1985 Essay for Orchestra
- 1987 The Light of Three Mornings, voor orkest
- 1989 Fanfare for the Family Farm
- 1990 Bicentennial Suite, voor orkest
- 1990 Open the Door, voor orkest
- 1991 Nocturne, voor klarinet en strijkorkest
- 1993 Up-Front Concerto, voor handtrommen en kamerorkest
- 1994 Concert Suite, voor orkest
  1. Light Up the Sky
  2. Two As One
  3. Up-Tempo
- 1995 An American Concerto, voor viool en orkest
- 1995 Chanties and Ballads, voor tuba en orkest
- 1995 North Country Concerto, voor cello en orkest
- 1996 Sweet Land (of Liberty), voor strijkorkest
- 1997 A Concerto of Hymns and Spirituals, voor trompet en orkest
- 1997 Bicycle Waltz, voor orkest
- 1998 Overture 2000, voor orkest
- 1999 Symphony of Grace, voor orkest
- 2000 Concert, voor fagot en strijkorkest
- 2001 Overture of Diamonds, voor orkest
- 2003 Symphonic Dances, voor orkest
- 2003 The Magic Oboe, voor hobo en kamerorkest
- 2007 The Rainbow Sign, voor orkest
- 2008 All Through the Night, voor trompet en strijkorkest
- 2008 Language of the Soul, voor trompet en strijkorkest
- 2008 Muse of Amherst, voor lezers en orkest
- 2009 By Walden Pond, voor orkest
- 2009 For Peace and Hope, voor orkest
- 2009 One Clear Call, voor dwarsfluit en strijkorkest
- 2011 Let America Be America Again, voor spreker en orkest - tekst: Langston Hughes

### Werken voor harmonieorkest of koperensemble
- 1985 Match Point, voor harmonieorkest en dirigent met tennisraket
- 1986 Variations on Amazing Grace
- 1987 Happy Birthday March
- 1989 A Vermont Bicentennial Suite
- 1992 Jubilee, voor koperensemble (3 trompetten, 4 hoorns, 3 trombones, tuba) en slagwerk
- 1995 Let Freedom Ring!, voor spreker, gemengd koor en harmonieorkest - gebaseerd op de legendarische toespraak "I Have a Dream" van Martin Luther King

### Vocale muziek

#### Werken voor koor
- 1978 Cheek to Cheek, voor gemengd koor en piano - tekst: Carll Tucker
- 1978 My Love Walks in Velvet, voor gemengd koor en piano
- 1979 White Horses, voor gemengd koor en piano - tekst: E.E. Cummings
- 1985 Sounding Joy, voor gemengd koor - tekst: Psalm 95
- 1988 Bethesda Evensong
  1. Be Our Light in the Darkness - voor solisten, gemengd koor, orgel en slagwerk
  2. The Lord's Prayer - voor vrouwenkoor en orgel
  3. Magnificat - voor mezzosopraan, vrouwenkoor, koperkwintet, slagwerk en orgel
  4. O Gracious Light - voor gemengd koor en orgel
- 1988 The Christ-Child's Lullaby, voor alt en gemengd koor
- 1992 American Ballads, voor solisten, gemengd koor (of vrouwenkoor, of mannenkoor) en dwarsfluit 
  1. Lonesome Traveler
  2. Come All Ye Fair and Tender Ladies
  3. Careless Love
  4. Clementine
  5. Shenandoah
- 1993 Songs for Women's Voices, voor vrouwenkoor en piano - tekst: May Swenson
- 1995/1999/2004 How Can I Keep From Singing?, voor gemengd koor en piano - ook in een versie voor kinderkoor (SSA), koperkwintet, slagwerk en piano of mannenkoor (TTBB) en piano - tekst: oude quakers hymne
- 1996 Hebrides Lullaby, voor vrouwenkoor
- 1996 River Songs, voor gemengd koor en piano
- 1997 Love - By the Water, voor gemengd koor en piano
- 1997 This Train, voor gemengd koor
- 1998 An Hour to Dance, voor gemengd koor en piano - tekst: Virginia Hamilton Adair
  1. Key Ring
  2. Summary By the Pawns
  3. The April Lovers
  4. An Hour to Dance
  5. Slow Scythe
  6. White Darkness
  7. Take My Hand
- 1998 Appalachian Carols, voor gemengd koor, koperkwintet en piano
- 1998/2002/2004 I Thank You God, voor vrouwenkoor en piano - ook in een versie voor gemengd koor en piano (of kamerorkest) - tekst: E.E. Cummings
- 1998 My Girls, voor vrouwenkoor (SSA) - tekst: Lucille Clifton
- 1998 Psalm 23, voor gemengd koor en orgel
- 1999 God Speaks to Each of Us, voor gemengd koor en orgel - tekst: Rainer Maria Rilke
- 1999 The Golden Harp, voor gemengd koor en strijkkwartet - tekst: Rabindranath Tagore
  1. I am here to sing thee songs
  2. If you speakest not
  3. This is my prayer
  4. Light, my light/O beloved of my heart
  5. Thou art the sky
  6. Mother, I shall weave a chain of pearls
  7. Death, my death, come and whisper to me
  8. In one salutation to thee, my God
- 2000 Harlem Songs, voor gemengd koor en piano - tekst: Langston Hughes
- 2000-2002 The Spirit of Women, voor vrouwenkoor
- 2001 Let Evening Come, voor vrouwenkoor (of gemengd koor) en piano - tekst: Jane Kenyon
- 2001/2010 Rejoice! - Christmas Songs, voor gemengd koor (of mannenkoor) en piano (of orgel) - tekst:  William Chatterton Dix, John Mason Neale en Christina Rossetti
- 2002 Come Life, Shaker Life!, voor solisten (sopraan, tenor), gemengd koor (kinderkoor) en piano
- 2002 God's Grandeur, voor gemengd koor - tekst: Gerald Manley Hopkins
- 2003/2004 Now Let Us Sing!, voor gemengd koor (of vrouwenkoor), koperkwintet, slagwerk en piano
- 2004-2007 A Testament to Peace, voor gemengd koor en piano (of kamerorkest) - tekst: Thomas Merton en John Greenleaf Whittier
- 2004 Crossing the Bar, voor vrouwenkoor (SSA) en piano - tekst: Alfred Tennyson
- 2004 Three Days by the Sea, voor gemengd koor en piano - ook in een versie voor gemengd koor en orkest (2008) 
  1. The Bottom of the Sea - tekst Thomas Merton
  2. Gifts from the Sea - tekst: Anne Morrow Lindbergh
  3. Down to the Sea - tekst: Norah Mary Holland
- 2005 Peace, I Ask Of Thee O River, voor vrouwenkoor, koperkwintet, slagwerk en piano
- 2005 To an Isle in the Water, voor gemengd koor en piano - tekst: William Butler Yeats
- 2006 Gifts from the Sea, voor vrouwenkoor en piano - tekst: Anne Morrow Lindbergh
- 2006 Songs to the Lord of Peace, voor gemengd koor en piano - tekst: Thomas Merton
- 2007 A Hymn of Resurrection, voor gemengd koor en orgel - tekst: Jessie B. Pounds
- 2007 A Sacred Place, voor gemengd koor en orgel - tekst: John Greenleaf Whittier
  1. Welcome to the House of the Lord
  2. In This Still Room
  3. Alleluia! Amen!
- 2007 All the Beauty of the Lord, voor gemengd koor, koperkwintet en orgel - tekst: Frederick W. Faber
- 2007 I've Known Rivers, voor gemengd koor en piano - tekst: Langston Hughes
- 2009 Alpha and Omega, voor gemengd koor en piano (of koperkwintet, slagwerk en orgel) - tekst: John Mason Neale, John H. Hopkins jr. en Percy Dearmer
- 2009 Eternal Brightness, voor gemengd koor en orgel - tekst: Isaac Watts, Synesius van Cyrene/Allen W. Chatfield en Folliott S. Pierpoint
- 2009 The Great Trees, voor solisten (sopraan, tenor), gemengd koor, klarinet en piano - tekst: Wendell Berry
- 2010 And Death Shall Have No Dominion, voor gemengd koor en piano - tekst: Dylan Thomas
- 2010 I've Got Some Singing To Do!, voor gemengd koor en piano (of orkest)

#### Liederen
- 1966-1979 Songs for Voice and Guitar, voor zangstem en gitaar - tekst: A.E. Housman, George Mackay Brown, E.E. Cummings, van de componiste
- 1974 rev.1986 Weave No Cloak Against Tomorrow, voor zangstem en piano - tekst: Jean l'Heureux
- 1983 Three Songs for Tres Voces, voor contratenor, tenor, bariton en gitaar - tekst: William Butler Yeats en George Mackay Brown
- 1986 I Speak For the Earth, voor sopraan, dwarsfluit (of viool) en piano - tekst: Michael Arnowitt, Leonard Nathan
- 1988 As a Branch in May, voor sopraan en piano - tekst: van de componiste
- 1993 Mornings Innocent, voor sopraan (of tenor) en piano - tekst: May Swenson
- 1997 No Ordinary Woman!, voor sopraan en piano (of orkest) - tekst: Lucille Clifton
- 2002 The Sun is Love, voor sopraan (of tenor) en piano - tekst: Jelaluddin Rumi
- 2007 Mother Earth: Songs of a Strong Woman, voor sopraan en piano - tekst: Alice Walker en Langston Hughes

### Kamermuziek
- 1979 Theme and Variation, voor dwarsfluit en piano
- 1980 Five Pieces, voor dwarsfluit en gitaar
- 1986 Touch the Sky, voor cello en piano
- 1987 Raise the Roof!, voor koperkwintet
- 1988 Braintree Quintet, voor blaaskwintet
- 1988 Three American Portraits, voor strijkkwartet
- 1989 Bright Brass, voor koperkwintet
- 1990 Craftsbury Trio, voor viool, cello en piano
- 1991 Vigil, voor viool en piano
- 1992 New World Dances, voor viool, cello en piano
- 1994 Shaker Tunes, voor koperkwintet
- 1997 Woodland Wind Quintet, voor blaaskwintet
- 1999 Silvermine Suite, voor dwarsfluit en gitaar
- 2000 Quartet for Leap Year, voor strijkkwartet
- 2000 Seacoasts, voor koperkwintet
- 2002 A Vision of Hills, fantasie etudes voor viool en piano
- 2005 Sonata "Genesis", voor klarinet en piano
- 2005 Suite, voor trompet en piano
- 2007 Sweet Imagination, voor koperkwintet
- 2009 Songs Without Words, voor cello en piano
- 2009 The Circus of Creation, voor spreker, koperkwintet en slagwerk - tekst: Robert Lax
- 2010 Music for a Summer Evening, voor dwarsfluit (ook piccolo en altfluit) en piano
- 2012 The Peacemakers, voor lezers, klarinet, viool, altviool en cello

### Werken voor orgel
- 1985 Variations on "Amazing Grace"
- 1988 In Celebration
- 2009 Sanctuary

### Werken voor piano
- 1977 April, Rag and Fantasy
- 1980 Cantos for the End of Summer
- 1987 Rhythms from the North Country

### Werken voor gitaar
- 2006 Four American Folk Songs

### Werken voor luit
- Vier stukken